# 陳寶森 (光緒進士)
陳寶森（？—？），廣東省廣州府新會縣人，清朝政治人物、同進士出身。
光緒十五年（1889年），参加光緒己丑科殿試，登進士三甲6名。同年五月，著主事，分部学习。